# Terry Connor
Terry Connor, né le 9 novembre 1962 à Leeds en Angleterre, est un footballeur anglais évoluant au poste d'attaquant, reconverti entraîneur.

## Biographie
Le 24 février 2012, Connor devient l'entraineur de Wolverhampton Wanderers, après le limogeage de Mick McCarthy. Connor était jusqu'alors son adjoint. Il fut alors le seul entraineur de couleur noire du championnat. Il est démis de ses fonctions trois mois après sa nomination, à la suite d'une succession de résultats désastreux qui conduiront les Wolves à la relégation en division 2.